# Christian Mauduit (athlétisme)
Pour les articles homonymes, voir Christian Mauduit (mathématicien) et Mauduit.
Christian Mauduit est un informaticien né le 9 juin 1975. À titre de loisirs, il est adepte de la course d'ultrafond et quatre fois vainqueur des 6 jours de France. Il est également champion du monde de Déca-Ironman en 2010 et de Double Déca-Ironman en 2019.

## Biographie
Christian Mauduit est le développeur du jeu Liquid War, dont l'idée a été fournie par Thomas Colcombet.
Il est également adepte de la course d'ultrafond depuis 2004. Il est quatre fois vainqueur des 6 jours de France : en 2014 en marche, 2016,, 2017, et 2024 en course. Il est également champion du monde de Déca-Ironman en 2010,.
En octobre 2020, à l'occasion de la Finale Mondiale de Backyard Ultra , Christian Mauduit réalise la meilleure performance française avec 46 boucles (308 km),,; deux ans plus tard, il conserve son titre de Champion de France et améliore sa marque avec 51 tours (342 km).
En 2024, Christian Mauduit termine pour la seconde fois le Tunnel Ultra (320km) et remporte pour la quatrième fois les 6 jours de France.
En 2025, il termine pour la troisième fois le Tunnel Ultra, en finissant quatrième, après 51 heures de course.

## Records personnels
Statistiques de Christian Mauduit d'après la Deutsche Ultramarathon-Vereinigung (DUV) :
- Marathon : 2 h 52 min 44 s au marathon de Paris en 2010[19]
- 100 km route : 9 h 8 min 33 s aux 100 km de Millau en 2012
- 24 heures route : 225,782 km aux 24 h de Villenave-d'Ornon en 2020
- 48 heures route : 382,182 km aux 48 h de Royan en 2015
- 6 jours route : 871,781 km aux 6 jours Across The Years en 2015[10]
- Backyard ultra : 52 tours (349 km) aux Big Dog's Backyard World Championship en 2024 (édition française à Chatonnay)